# ابن أبي الأشعث
ابن أَبي الأَشْعَث (ت. نحو 365 هـ / نحو 975 م) هو طبيب مصنف مسلم ، شرح كثيراً من كتب جالينوس.
هو أبو جعفر أحمد بن محمد بن محمد بن أبي الأشعث ، أصله من بلاد فارس وانتقل إلى الموصل فأقام فيها إلى أن توفي.
وتذكر الموسوعات أن ابن الأشعث من أوائل الأطباء المسلمين، وأن كتابه: الغاذي والمغتذي يعد من أقدم المخطوطات الطبية العربية ويرجع تاريخها إلى عام 348هـ /959 م. وقد شرح ابن الأشعث كثيرا من كتب جالينوس، وهو الذي فصل كل واحد من الكتب الستة عشر التي لجالينوس إلى جمل وأبواب وفصول وقسمها تقسيما لم يسبقه إليه أحد، على الرغم من صعوبة تلك المهمة في ذلك الوقت، وقد اعترف المعاصرون له بهذا الفضل وصعوبته وقيمته في نقل تلك الكتب إلى المستوى التعليمي البسيط مما سهل تناوله بين طلاب علم الطب. ومن أهم كتبه التي شرح بها جالينوس: شرح كتاب الحميات لجالينوس ، و شرح كتاب الفرق لجالينوس ، و تفصيل كتاب جالينوس في الاستسقاء[بحاجة لمصدر].

## آثاره
له من المؤلفات:
| - الأدوية المفردة - الحيوان - العلم الإلهي - الجدري و الحصبة و الحميقاء - الرسام و البرسام و مداواتهما - القولونج و أسبابه و مداواته - البرص و البهق | - الصريح - الاستسقاء - ظهور الدم - الماليخوليا - تركيب الأدوية - أمراض المعدة و مداواتها |